# Liste von Terroranschlägen in Bangladesch
Die Liste von Terroranschlägen in Bangladesch beinhaltet eine Übersicht über in Bangladesch verübte Terroranschläge.

## Erläuterung
In der Spalte Politische Ausrichtung ist die politische bzw. weltanschauliche Einordnung der Täter angegeben: faschistisch, rassistisch, nationalistisch, nationalsozialistisch, sozialistisch, kommunistisch, antiimperialistisch, islamistisch (schiitisch, sunnitisch, deobandisch, salafistisch, wahhabitisch), hinduistisch. Bei vorrangig auf staatliche Unabhängigkeit oder Autonomie zielender Ausrichtung ist autonomistisch vorangestellt, gefolgt von der Region oder der Volksgruppe und ggf. weiteren Merkmalen der Täter: armenisch, irisch (katholisch), kurdisch, tirolisch, tschetschenisch, dagestanisch, punjabisch (sikhistisch), palästinensisch.
Die Opferzahlen der Anschläge werden farbig dargestellt:

Die Zahl bei den Anschlägen getöteter/verletzter Täter ist in Klammern ( ) gesetzt.

## 1986
| Datum/Beginn     | Ort    | Artikel/Quelle(n) | Täter                                    | Politische Ausrichtung          | Mittel      | Ziel       | Tote | Verletzte | Hintergrund |
| ---------------- | ------ | ----------------- | ---------------------------------------- | ------------------------------- | ----------- | ---------- | ---- | --------- | ----------- |
| 12. April 1986   | Dhaka  | [ 1 ]             |                                          |                                 | Sprengstoff | Busse      | 1    | 100       |             |
| 15. Mai 1986     | Khulna | [ 2 ]             | vermutlich Purba Banglar Sarbahara Party | maoistisch, antiimperialistisch | Sabotage    | Expresszug | 25   | 45        |             |
| 13. Oktober 1986 | Dhaka  | [ 3 ]             |                                          |                                 |             | Stadt      | 4    | 100       |             |

## 1987
| Datum/Beginn     | Ort      | Artikel/Quelle(n) | Täter | Politische Ausrichtung | Mittel      | Ziel              | Tote | Verletzte | Hintergrund |
| ---------------- | -------- | ----------------- | ----- | ---------------------- | ----------- | ----------------- | ---- | --------- | ----------- |
| 30. Oktober 1987 | Barishal | [ 4 ]             |       |                        | Sprengstoff | Regierungsgebäude | 20   | 0         |             |

## 1988
| Datum/Beginn  | Ort      | Artikel/Quelle(n) | Täter | Politische Ausrichtung | Mittel      | Ziel      | Tote | Verletzte | Hintergrund |
| ------------- | -------- | ----------------- | ----- | ---------------------- | ----------- | --------- | ---- | --------- | ----------- |
| 03. März 1988 | Dhaka    | [ 5 ]             |       |                        | Pistole     | Wahllokal | 2    | 20        |             |
| 25. März 1988 | Rajshahi | [ 6 ]             |       |                        | Sprengstoff | Messe     | 0    | 35        |             |

## 1989
| Datum/Beginn       | Ort        | Artikel/Quelle(n) | Täter         | Politische Ausrichtung | Mittel                      | Ziel           | Tote | Verletzte | Hintergrund |
| ------------------ | ---------- | ----------------- | ------------- | ---------------------- | --------------------------- | -------------- | ---- | --------- | ----------- |
| 16. August 1989    | Chittagong | [ 7 ]             | Shanti Bahini | autonomistisch         | Sprengstoff                 | Passagierfähre | 16   | 36        |             |
| 30. September 1989 | Chittagong | [ 8 ]             | Shanti Bahini | autonomistisch         | Automatische Schusswaffe(n) |                | 6    | 30        |             |
| 30. November 1989  | Dhaka      | [ 9 ]             |               |                        | Sprengstoff                 | Kundgebung     | 3    | 25        |             |
| 22. Dezember 1989  | Khulna     | [ 10 ]            |               |                        | Sprengstoff                 | Kundgebung     | 0    | 25        |             |

## 1990
| Datum/Beginn   | Ort        | Artikel/Quelle(n) | Täter         | Politische Ausrichtung | Mittel                      | Ziel       | Tote | Verletzte | Hintergrund |
| -------------- | ---------- | ----------------- | ------------- | ---------------------- | --------------------------- | ---------- | ---- | --------- | ----------- |
| 16. April 1990 | Chittagong | [ 11 ]            | Shanti Bahini | autonomistisch         | Automatische Schusswaffe(n) | Holzfäller | 20   | 3         |             |

## 1991
| Datum/Beginn      | Ort        | Artikel/Quelle(n) | Täter                        | Politische Ausrichtung                      | Mittel                                     | Ziel                                  | Tote | Verletzte | Hintergrund |
| ----------------- | ---------- | ----------------- | ---------------------------- | ------------------------------------------- | ------------------------------------------ | ------------------------------------- | ---- | --------- | ----------- |
| 22. Juli 1991     | Dhaka      | [ 12 ]            | Bangladesh Nationalist Party | nationalistisch, konservativ                | Automatische Schusswaffe(n)                |                                       | 0    | 20        |             |
| 26. Juli 1991     | Dhaka      | [ 13 ]            | Shanti Bahini                | autonomistisch                              | Automatische Schusswaffe(n), Brandstiftung | Dorf                                  | 3    | 20        |             |
| 09. August 1991   | Dhaka      | [ 14 ]            | Awami-Liga                   | sozialdemokratisch, bengali-nationalistisch | Pistole(n)                                 | Versammlung                           | 0    | 30        |             |
| 14. August 1991   | Chittagong | [ 15 ]            | vermutlich Awami-Liga        | sozialdemokratisch, bengali-nationalistisch | Automatische Schusswaffe(n)                | Universität                           | 0    | 100       |             |
| 10. Oktober 1991  | Dhaka      | [ 16 ]            | Bangladesh Nationalist Party | nationalistisch, konservativ                |                                            | Kundgebung                            | 0    | 30        |             |
| 27. Oktober 1991  | Dhaka      | [ 17 ]            | Awami-Liga                   | sozialdemokratisch, bengali-nationalistisch | Automatische Schusswaffe(n)                | Versammlung                           | 0    | 20        |             |
| 10. November 1991 | Pabna      | [ 18 ]            | Bangladesh Nationalist Party | nationalistisch, konservativ                | Pistole(n)                                 | Prozession                            | 0    | 66        |             |
| 11. November 1991 | Pabna      | [ 19 ]            | Oppositionelle               |                                             | Pistole(n)                                 | Regierungsfreundliche Studentengruppe | 0    | 20        |             |
| 06. Dezember 1991 | Dhaka      | [ 20 ]            | Awami-Liga                   | sozialdemokratisch, bengali-nationalistisch |                                            | Kundgebung                            | 0    | 60        |             |

## 1992
| Datum/Beginn      | Ort        | Artikel/Quelle(n) | Täter                                                 | Politische Ausrichtung                      | Mittel                      | Ziel           | Tote | Verletzte | Hintergrund |
| ----------------- | ---------- | ----------------- | ----------------------------------------------------- | ------------------------------------------- | --------------------------- | -------------- | ---- | --------- | ----------- |
| 20. Januar 1992   | Dhaka      | [ 21 ]            | Muslimische Extremisten                               |                                             | Brandstiftung               | Bahnhof        | 0    | 50        |             |
| 10. April 1992    | Dhaka      | [ 22 ]            | Shanti Bahini                                         | autonomistisch                              | Automatische Schusswaffe(n) | Militäreinheit | 11   | 50        |             |
| 25. Juni 1992     | Dhaka      | [ 23 ]            | Bangladesh Road Transport Workers Federation          |                                             | Brandstiftung               | Bus            | 0    | 20        |             |
| 02. Juli 1992     | Dhaka      | [ 24 ]            | Bangladesh Road Transport Workers Federation          |                                             | Sprengstoff                 | Bus            | 0    | 20        |             |
| 18. Juli 1992     | Dhaka      | [ 25 ]            | Committee for the Elimination of Killer Collaborators |                                             | Pistole(n)                  | Kundgebung     | 1    | 50        |             |
| 26. Juli 1992     | Dhaka      | [ 26 ]            |                                                       | regierungsfeindlich                         | Sprengstoff, Pistole(n)     | Aktivisten     | 0    | 100       |             |
| 05. November 1992 | Chittagong | [ 27 ]            | Awami-Liga                                            | sozialdemokratisch, bengali-nationalistisch |                             | Versammlung    | 0    | 50        |             |
| 10. Dezember 1992 | Chittagong | [ 28 ]            | Muslimische Extremisten                               |                                             |                             | Hindus         | 0    | 50        |             |

## 1994
| Datum/Beginn       | Ort       | Artikel/Quelle(n) | Täter                     | Politische Ausrichtung | Mittel            | Ziel              | Tote | Verletzte | Hintergrund |
| ------------------ | --------- | ----------------- | ------------------------- | ---------------------- | ----------------- | ----------------- | ---- | --------- | ----------- |
| 10. September 1994 | Dhaka     | [ 29 ]            | Islamisten                | islamistisch           |                   | Polizeibarrikaden |      | 200       |             |
| 12. Oktober 1994   | Dhaka     | [ 30 ]            | United Action Council     |                        | Steine            | Parteibüro        | 0    | 50        |             |
| 13. Oktober 1994   | Dhaka     | [ 31 ]            | United Action Council     |                        | Sprengsatz        | Polizeifahrzeuge  | 0    | 25        |             |
| 23. Oktober 1994   | Khulna    | [ 32 ]            |                           |                        | Schusswaffe(n)    | Studenten         | 2    | 50        |             |
| 07. November 1994  | Dhaka     | [ 33 ]            |                           |                        |                   |                   | 0    | 30        |             |
| 09. November 1994  | Dhaka     | [ 34 ]            |                           |                        | Sprengsatz        | Aktivisten        | 0    | 20        |             |
| 13. November 1994  | Sirajganj | [ 35 ]            | Oppositionelle Aktivisten |                        | Sprengsatz, Stein | BNP-Mitglieder    | 0    | 35        |             |

## 1995
| Datum/Beginn       | Ort          | Artikel/Quelle(n) | Täter                        | Politische Ausrichtung                      | Mittel                                     | Ziel             | Tote | Verletzte | Hintergrund |
| ------------------ | ------------ | ----------------- | ---------------------------- | ------------------------------------------- | ------------------------------------------ | ---------------- | ---- | --------- | ----------- |
| 12. Februar 1995   | Rajshahi     | [ 36 ]            | Bangladesh Jamaat-e-Islami   | islamistisch                                | Schusswaffen, Schrotflinte(n), Sprengsätze | Hotels           | 2    | 100       |             |
| 12. März 1995      | Chittagong   | [ 37 ]            | Awami-Liga                   | sozialdemokratisch, bengali-nationalistisch |                                            | Aktivisten       | 0    | 20        |             |
| 12. März 1995      | Dhaka        | [ 38 ]            | Streikende                   |                                             | Sprengstoff, Steine                        | Polizei          | 0    | 50        |             |
| 06. September 1995 | Dhaka        | [ 39 ]            |                              |                                             | Sprengstoff                                | Aktivisten       | 1    | 50        |             |
| 15. September 1995 | Chandpur     | [ 40 ]            | Aktivisten                   |                                             |                                            | Aktivisten       | 0    | 35        |             |
| 16. September 1995 | Narayanganj  | [ 41 ]            | Streikende                   |                                             |                                            | Zug              | 0    | 60        |             |
| 17. September 1995 | Dhaka        | [ 42 ]            |                              |                                             |                                            |                  | 0    | 30        |             |
| 21. September 1995 | Dhaka        | [ 43 ]            |                              |                                             |                                            | Studenten        | 0    | 20        |             |
| 17. Oktober 1995   | Brahmanbaria | [ 44 ]            |                              | regierungsfeindlich                         | Brandstiftung                              | Parteimitglieder | 0    | 20        |             |
| 17. Oktober 1995   | Dhaka        | [ 45 ]            |                              | regierungsfeindlich                         | Sprengsatz                                 | Aktivisten       | 0    | 40        |             |
| 17. Oktober 1995   | Chittagong   | [ 46 ]            | Awami-Liga                   | sozialdemokratisch, bengali-nationalistisch | Automatische Schusswaffe(n)                | Polizeistation   | 0    | 100       |             |
| 21. November 1995  | Sylhet       | [ 47 ]            | Bangladesh Nationalist Party | nationalistisch, konservativ                | Automatische Schusswaffe(n)                | Aktivisten       | 1    | 25        |             |
| 22. November 1995  | Dhaka        | [ 48 ]            | Demonstranten                |                                             | Sprengstoff                                | Polizisten       | 0    | 50        |             |

## 1996
| Datum/Beginn       | Ort        | Artikel/Quelle(n) | Täter                        | Politische Ausrichtung       | Mittel                                     | Ziel                  | Tote | Verletzte | Hintergrund |
| ------------------ | ---------- | ----------------- | ---------------------------- | ---------------------------- | ------------------------------------------ | --------------------- | ---- | --------- | ----------- |
| 23. Januar 1996    | Sylhet     | [ 49 ]            | Bangladesh Nationalist Party | nationalistisch, konservativ | Sprengstoff                                | Awami-Liga-Kundgebung | 0    | 52        |             |
| 27. Januar 1996    | Khulna     | [ 50 ]            | Oppositionelle               |                              | Schusswaffe(n)                             | Aktivisten            | 1    | 50        |             |
| 07. Februar 1996   | Chittagong | [ 51 ]            | Oppositionelle               |                              |                                            | Aktivisten            | 0    | 30        |             |
| 07. Februar 1996   | Barishal   | [ 52 ]            | Oppositionelle               |                              |                                            | Aktivisten            | 0    | 30        |             |
| 07. Februar 1996   | Chittagong | [ 53 ]            | Oppositionelle               |                              |                                            | Aktivisten            | 0    | 30        |             |
| 15. Februar 1996   | Chittagong | [ 54 ]            | Oppositionelle               |                              | Schusswaffe(n)                             | Aktivisten            | 2    | 30        |             |
| 07. März 1996      | Chittagong | [ 55 ]            | Shanti Bahini                | autonomistisch               | Schusswaffen                               | Polizei               | 1    | 50        |             |
| 09. März 1996      | Barishal   | [ 56 ]            |                              |                              | Schusswaffen                               | Aktivisten            | 0    | 50        |             |
| 09. März 1996      | Chittagong | [ 57 ]            |                              |                              |                                            | Aktivisten            | 1    | 20        |             |
| 09. März 1996      | Chittagong | [ 58 ]            |                              |                              | Schusswaffen                               | Aktivisten            | 1    | 50        |             |
| 11. März 1996      | Chittagong | [ 59 ]            |                              |                              |                                            | Aktivisten            | 0    | 25        |             |
| 17. März 1996      | Dhaka      | [ 60 ]            |                              |                              | Sprengstoff, Schusswaffen                  | Aktivisten            | 0    | 20        |             |
| 19. März 1996      | Dhaka      | [ 61 ]            | Oppositionelle               |                              | Sprengstoff                                | Parlament             | 0    | 200       |             |
| 19. März 1996      | Khulna     | [ 62 ]            |                              |                              |                                            | Aktivisten            | 0    | 30        |             |
| 09. April 1996     | Chittagong | [ 63 ]            | Oppositionelle               |                              |                                            | Milizionäre           | 0    | 150       |             |
| 11. Mai 1996       | Chittagong | [ 64 ]            | Bangladesh Jamaat-e-Islami   | islamistisch                 | Steine                                     |                       | 0    | 50        |             |
| 09. September 1996 | Chittagong | [ 65 ]            | Shanti Bahini                | autonomistisch               | Schusswaffen                               | Zivilisten            | 30   | 2         |             |
| 26. September 1996 | Khulna     | [ 66 ]            | Bangladesh Jamaat-e-Islami   | islamistisch                 | Gewehr(e), Sprengsätze, Feldhockeyschläger | Aktivisten            | 0    | 150       |             |

## 1997
| Datum/Beginn       | Ort        | Artikel/Quelle(n) | Täter                        | Politische Ausrichtung                       | Mittel        | Ziel        | Tote | Verletzte | Hintergrund |
| ------------------ | ---------- | ----------------- | ---------------------------- | -------------------------------------------- | ------------- | ----------- | ---- | --------- | ----------- |
| 23. März 1997      | Chittagong | [ 67 ]            | Bangladesh Nationalist Party | nationalistisch, konservativ                 |               | Aktivisten  | 1    | 98        |             |
| 26. April 1997     | Dhaka      | [ 68 ]            | Bangladesh Jamaat-e-Islami   | islamistisch                                 | Brandstiftung | Universität | 0    | 20        |             |
| 18. September 1997 | Dhaka      | [ 69 ]            | BNP                          | bangladeschisch-nationalistisch, konservativ | Sprengstoff   | Polizei     | 0    | 101       |             |
| 25. November 1997  | Rajshahi   | [ 70 ]            | Bangladesh Jamaat-e-Islami   | islamistisch                                 | Sprengstoff   | Aktivisten  | 0    | 20        |             |
| 29. November 1997  | Chittagong | [ 71 ]            | Awami-Liga                   | sozialdemokratisch, bengali-nationalistisch  | Schusswaffen  | Streikende  | 3    | 80        |             |

## 1999
| Datum/Beginn     | Ort         | Artikel/Quelle(n) | Täter                                | Politische Ausrichtung       | Mittel       | Ziel                                  | Tote | Verletzte | Hintergrund |
| ---------------- | ----------- | ----------------- | ------------------------------------ | ---------------------------- | ------------ | ------------------------------------- | ---- | --------- | ----------- |
| 16. Februar 1999 | nahe Khulna | [ 72 ]            |                                      |                              | Schusswaffen | Wahlkampfveranstaltung in Grundschule | 6    | 20        |             |
| 07. März 1999    | Jessore     | [ 73 ]            | vermutlich Harkat-ul-Jihad al-Islami | islamisch-fundamentalistisch | 2 Granaten   | Zivilisten                            | 8    | 150       |             |

## 2000
| Datum/Beginn    | Ort        | Artikel/Quelle(n)                                                                                        | Täter | Politische Ausrichtung | Mittel                                 | Ziel                                             | Tote | Verletzte | Hintergrund |
| --------------- | ---------- | --- | ----- | ---------------------- | -------------------------------------- | ------------------------------------------------ | ---- | --------- | ----------- |
| 01. Januar 2000 | Chittagong | [ 74 ] [ 75 ] [ 76 ] [ 77 ] [ 78 ] [ 79 ] [ 80 ] [ 81 ] [ 82 ] [ 83 ] [ 84 ] [ 85 ] [ 86 ] [ 87 ] [ 88 ] |       |                        | Schusswaffen, Sprengstoff, Brandbomben | Bushaltestelle, Polizisten, Soldaten, Zivilisten | 0    | 34        |             |

## 2001
| Datum/Beginn   | Ort         | Artikel/Quelle(n) | Täter | Politische Ausrichtung | Mittel                      | Ziel       | Tote    | Verletzte | Hintergrund |
| -------------- | ----------- | ----------------- | ----- | ---------------------- | --------------------------- | ---------- | ------- | --------- | ----------- |
| 01. April 2001 | Dhaka       | [ 89 ]            |       |                        | Sprengsatz                  | Zivilisten | 1       | 50        |             |
| 11. April 2001 | Dhaka       | [ 90 ]            |       |                        | Sprengstoff                 | Kundgebung | 0       | 40        |             |
| 16. Juni 2001  | Narayanganj | [ 91 ]            |       |                        | 3 Selbstmordattentäterinnen | Parteibüro | 18 (+3) | 100+      |             |

## 2002
| Datum/Beginn       | Ort         | Artikel/Quelle(n) | Täter                         | Politische Ausrichtung | Mittel      | Ziel         | Tote | Verletzte | Hintergrund |
| ------------------ | ----------- | ----------------- | ----------------------------- | ---------------------- | ----------- | ------------ | ---- | --------- | ----------- |
| 28. September 2002 | Satkhira    | [ 92 ] [ 93 ]     | Islamic Shashantantra Andolon |                        | Sprengsätze | Kino, Zirkus | 3    | 125       |             |
| 07. Dezember 2002  | Maimansingh | [ 94 ]            |                               |                        | Sprengstoff | Kinos        | 17   | 300       |             |

## 2004
| Datum/Beginn    | Ort    | Artikel/Quelle(n) | Täter                     | Politische Ausrichtung       | Mittel        | Ziel                            | Tote | Verletzte | Hintergrund |
| --------------- | ------ | ----------------- | ------------------------- | ---------------------------- | ------------- | ------------------------------- | ---- | --------- | ----------- |
| 12. Januar 2004 | Sylhet | [ 95 ]            |                           |                              | Sprengstoff   | Schrein                         | 3    | 26        |             |
| 21. Mai 2004    | Sylhet | [ 96 ]            | Harkat-ul-Jihad al-Islami | islamisch-fundamentalistisch | Sprengsatz    | Schrein, Britische Diplomaten   | 2    | 100       |             |
| 05. Juni 2004   | Dhaka  | [ 97 ]            |                           |                              | Brandstiftung | Bus                             | 9    | 20        |             |
| 20. Juni 2004   | Dhaka  | [ 98 ]            |                           |                              | Sprengsatz    | Awami-Liga-Kundgebung           | 0    | 70        |             |
| 21. August 2004 | Dhaka  | [ 99 ]            | Harkat-ul-Jihad al-Islami | islamisch-fundamentalistisch | Sprengsätze   | Awami-Liga-Zentrale, Kundgebung | 23   | 150       |             |

## 2005
| Datum/Beginn      | Ort               | Artikel/Quelle(n)                  | Täter                                           | Politische Ausrichtung                     | Mittel                 | Ziel                                                  | Tote   | Verletzte | Hintergrund |
| ----------------- | ----------------- | ---------------------------------- | ----------------------------------------------- | ------------------------------------------ | ---------------------- | ----------------------------------------------------- | ------ | --------- | ----------- |
| 13. August 2005   | Chittagong        | [ 100 ]                            |                                                 |                                            | Sprengsätze            | Schrein                                               | 1      | 80        |             |
| 17. August 2005   |                   | Anschlagsserie in Bangladesch 2005 | Jamaat-ul-Mujahideen, Harkat-ul-Jihad al-Islami | islamisch-fundamentalistisch, islamistisch | ca. 500 Sprengsätze    | Regierungsgebäude, Universität, Flughafen, Zivilisten | 2      | 115+      |             |
| 29. November 2005 | Dhaka             | [ 102 ] [ 103 ]                    | vermutlich Jamaat-ul-Mujahideen Bangladesh      | islamistisch                               | Selbstmordattentäter   | Regierungsgebäude                                     | 8 (+2) | 68        |             |
| 01. Dezember 2005 | Dhaka             | [ 104 ]                            | vermutlich Jamaat-ul-Mujahideen Bangladesh      | islamistisch                               | Selbstmordattentäter   | Regierungsgebäude                                     | 1 (+1) | 29 (+1)   |             |
| 05. Dezember 2005 | Dhaka, Chittagong | [ 105 ] [ 106 ]                    | vermutlich Jamaat-ul-Mujahideen Bangladesh      | islamistisch                               | 2 Selbstmordattentäter | Bibliothek, Kontrollpunkt                             | 6 (+2) | 50        |             |
| 08. Dezember 2005 | Dhaka             | [ 107 ]                            | Jamaat-ul-Mujahideen Bangladesh                 | islamistisch                               | 2 Selbstmordattentäter | Zivilisten                                            | 7 (+1) | 49 (+1)   |             |

## 2006
| Datum/Beginn    | Ort      | Artikel/Quelle(n) | Täter           | Politische Ausrichtung                 | Mittel                    | Ziel  | Tote    | Verletzte | Hintergrund |
| --------------- | -------- | ----------------- | --------------- | -------------------------------------- | ------------------------- | ----- | ------- | --------- | ----------- |
| 26. August 2006 | Rajshahi | [ 108 ]           | vermutlich PBCP | maoistisch, bengalisch-nationalistisch | Schusswaffen, Sprengstoff | Markt | 4 (+11) | 30        |             |

## 2008
| Datum/Beginn   | Ort        | Artikel/Quelle(n) | Täter | Politische Ausrichtung | Mittel        | Ziel           | Tote | Verletzte | Hintergrund |
| -------------- | ---------- | ----------------- | ----- | ---------------------- | ------------- | -------------- | ---- | --------- | ----------- |
| 11. April 2008 | Chittagong | [ 109 ]           |       |                        | Brandstiftung | Polizeistation | 0    | 23        |             |

## 2015
| Datum/Beginn     | Ort     | Artikel/Quelle(n) | Täter                                                   | Politische Ausrichtung | Mittel                            | Ziel                   | Tote   | Verletzte | Hintergrund |
| ---------------- | ------- | ----------------- | ------------------------------------------------------- | ---------------------- | --------------------------------- | ---------------------- | ------ | --------- | ----------- |
| 08. Januar 2015  | Sylhet  | [ 110 ]           | Aktivisten                                              |                        | Sabotage                          | Bahngleise, Expresszug | 0      | 50        |             |
| 06. Februar 2015 | Rangpur | [ 111 ]           | Bangladesh Jamaat-e-Islami                              | islamistisch           | Brandstiftung                     | Bus                    | 8      | 23        |             |
| 21. April 2015   | Dhaka   | [ 112 ]           | Ansarullah Bangla Team, Jamaat-ul-Mujahideen Bangladesh | islamistisch           | Granaten, Schuss- und Stichwaffen | Bank                   | 8 (+1) | 25        |             |
| 24. Oktober 2015 | Dhaka   | [ 113 ]           | Jamaat-ul-Mujahideen Bangladesh                         | islamistisch           | Sprengsätze                       | Veranstaltung          | 2      | 100+      |             |

## 2016
| Datum/Beginn  | Ort   | Artikel/Quelle(n)         | Täter | Politische Ausrichtung | Mittel                                                         | Ziel                             | Tote    | Verletzte | Hintergrund |
| ------------- | ----- | ------------------------- | ----- | ---------------------- | -------------------------------------------------------------- | -------------------------------- | ------- | --------- | ----------- |
| 01. Juli 2016 | Dhaka | Geiselnahme in Dhaka 2016 |       |                        | Geiselnahme, Granaten, Sturmgewehre, Pistolen, Messer, Machete | Bäckerei, Polizisten, Zivilisten | 22 (+6) | 30        |             |

## 2017
| Datum/Beginn  | Ort    | Artikel/Quelle(n) | Täter | Politische Ausrichtung | Mittel        | Ziel                   | Tote | Verletzte | Hintergrund |
| ------------- | ------ | ----------------- | ----- | ---------------------- | ------------- | ---------------------- | ---- | --------- | ----------- |
| 25. März 2017 | Sylhet | [ 115 ] [ 116 ]   |       |                        | 2 Sprengsätze | Polizisten, Zivilisten | 7    | 38        |             |

## 2019
| Datum/Beginn     | Ort        | Artikel/Quelle(n) | Täter                   | Politische Ausrichtung | Mittel        | Ziel                   | Tote | Verletzte | Hintergrund |
| ---------------- | ---------- | ----------------- | ----------------------- | ---------------------- | ------------- | ---------------------- | ---- | --------- | ----------- |
| 12. Februar 2019 | Panchagarh | [ 117 ]           | Muslimische Extremisten |                        | Brandstiftung | Ahmadiyya-Zivilisten   | 0    | 50        |             |
| 18. März 2019    | Chittagong | [ 118 ]           | vermutlich UPDF         |                        | Sturmgewehre  | Wahlbeamte, Zivilisten | 8    | 23        |             |